# Список персонажей мультсериала «Гравити Фолз»
Здесь приведён список персонажей мультсериала «Гравити Фолз», созданного Алексом Хиршем.

## Жители Гравити Фолз

### Семейство Пайнс
- Мэйсон Пайнс (Диппер, англ. Mason Pines (Dipper)) — двенадцатилетний (тринадцатилетний в конце сериала) мальчик, брат-близнец Мэйбл. Один из главных героев мультсериала. Родился 31 августа (на 5 минут младше сестры). Он пытается раскрыть тайны городка Гравити Фолз и найти автора дневников. Очень сообразителен и рассудителен, но часто нерешителен. Влюблён в Венди Кордрой. Его символ в «колесе Билла» — ель, соответствующая изображённой на его кепке. Любит настольную игру под названием «Подземелья, подземелья и ещё подземелья». Озвучивает Джейсон Риттер[1], в эпизоде «Бездна!» — А. Смит Харрисон.

- Мэйбл Пайнс (англ. Mabel Pines) — весёлая неунывающая двенадцатилетняя (тринадцатилетняя в конце сериала) девочка, сестра-близнец Диппера. Описана братом как «безнадёжная оптимистка». Старше своего брата всего на 5 минут, но всё равно считает себя намного старше. Одна из главных героинь мультсериала. Считает себя экспертом во многих областях жизни, что часто приводит к неразберихе. Мастер прикладного искусства, скульптор, также прекрасно вяжет и играет в мини-гольф. Любит свитера, в каждой серии носит разные. Хочет провести отличное лето в Гравити Фолз и завести летний роман. Символ в «колесе Билла» — комета, как на одном из её свитеров. Содержит кошку (в доме родителей) и поросёнка Пухлю. Озвучивает Кристен Шаал.
- Стэнли Филбрик Пайнс (Дядя Стэн, англ. Stanley Philbrik Pines (Grunkle Stan)) — двоюродный дедушка близнецов, ему 70 лет. Один из главных героев мультсериала. Мошенник и авантюрист, владеет туристическим центром «Хижина Чудес». Изначально относится к внучатым племянникам довольно холодно, что впоследствии объясняется попыткой защитить их от местных аномалий. Много лет жил под именем своего брата-близнеца и скрывал находящийся под домом портал в другое измерение. Символ в «колесе Билла» — полумесяц с фески. Озвучивает Алекс Хирш.
- Стэнфорд Филбрик Пайнс (Дядя Форд, англ. Stanford Philbrik Pines (Grunkle Ford)) — двоюродный дедушка Диппера и Мэйбл, брат-близнец Стэнли. Автор дневников, описывающих аномалии города и один из главных героев мультсериала. По характеру — полная противоположность брату Стэнли: спокойный и рассудительный. Одержим своей научной работой (за что Стэн зовёт его «ботаником»); как и Диппер, любит приключения и настольную игру «Подземелья, подземелья и ещё подземелья». Амбидекстр, имеет по шесть пальцев на руках. Получил двенадцать учёных степеней. Символ в «колесе Билла» — шестипалая рука. Озвучивает Джонатан Кимбл Симмонс[2].
- Мистер и миссис Пайнс (англ. Mr. and Mrs. Pines) — родители Диппера и Мэйбл, отправившие близнецов на всё лето в Гравити Фолз к двоюродному дедушке Стэну. В сериале не показаны. В эпизоде «Восход Гидеона» Стэн общается с ними по телефону, а в серии «Подземелья, подземелья и ещё подземелья» Мэйбл пишет им письмо.
- Филбрик Пайнс (англ. Filbrick Pines) — отец Стэнли, Стэнфорда и Шерми, прадедушка Диппера и Мэйбл. Суровый, хладнокровный, прямолинейный. Его коронная фраза: «Я не впечатлён».
- Кэрин Пайнс (англ. Caryn Pines) — мать Стэнли, Стэнфорда и Шерми, прабабушка Диппера и Мэйбл. Стэнли охарактеризовал её как патологическую лгунью — она зарабатывала ясновидением по телефону. Озвучивает Кэри Уолгрен.
- Шерми Пайнс (англ. Shermie Pines) — дедушка Диппера и Мэйбл, брат Стэнли и Стэнфорда. На момент изгнания Стэна из дома был младенцем.

### Семейство Рамирез
- Хесус Альзамирано Рамирез (Сус/Зус, исп. Jesus Alzamirano Ramirez (Soos)) — двадцатидвухлетний мастер-ремонтник, постоянный сотрудник Хижины Чудес. Близкий друг Диппера и Мэйбл. Неуклюжий, неловкий, туговато соображает, но очень добрый и преданный семейству Пайнс и Бабулите. Обладает самыми разными талантами: выступал в роли диджея, рулевого корабля, водителя и так далее. Имеет старый пикап. Утверждает, что научился всему благодаря видеоиграм. Его прозвище стало нарицательным в городке, обозначающим любого работника. В сериале становится новым владельцем Хижины Чудес. Символ в «колесе Билла» — вопросительный знак. День рождения — 13 июля. Озвучивает Алекс Хирш.
- Бабулита Рамирез (исп. Abuelita Ramirez) — бабушка Зуса и Рэджи. Вдова. Очень заботлива. Является непререкаемым авторитетом для внуков. Не любит шум и отца Зуса. Озвучивает Мэтт Чапман.
- Рэджи Рамирез (исп. Ragie Ramirez) — двоюродный брат Зуса. О нём Зус говорит так: «Он такой же, как и я, только в сто раз хуже!» (другой вариант: «Он же недоделанный Зус!»). Помолвлен.
- Мистер и миссис Рамирез — отец вёл распущенный образ жизни и не мог видеться с сыном, ограничиваясь лишь открытками. О матери известно лишь то, что могла обладать латиноамериканскими корнями.
- Двоюродные сёстры — родственницы, в 2002 году побывали на дне рождения Зуса.

### Семейство Кордрой
- Венди Кордрой (англ. Wendy Corduroy) — пятнадцатилетняя рыжая девушка, работающая в Хижине Чудес. Является для Диппера объектом влюблённости, что тот старательно пытается скрыть на протяжении всего сериала. По собственным словам, встречалась с таким количеством парней, что уже не может вспомнить всех. Венди — старший и самый высокий ребёнок в семье. Общительна и беспечна, имеет много друзей. Прекрасно лазает по деревьям и обращается с оружием. Символ в «колесе Билла» — пакет со льдом. Озвучивает Линда Карделлини.
- Дэн Кордрой (Отважный Дэн, англ. Dan Corduroy (Manly Dan)) — дровосек, отец семейства Кордрой. Вдовец, воспитывает четырёх детей. Самый большой, смелый и сильный мужчина в городе. Озвучивает Джон Ди Маджо.
- Маркус, Кевин и Гас Кордрой (англ. Marcus, Kevin and Gus Corduroy) — сыновья Отважного Дэна и братья Венди. Они помогают отцу в работе, а также вместе проводят с ним время: ходят на рыбалку и в походы.

### Семейство Глифулов
- Гидеон Чарльз Глифул (Малыш Гидеон, англ. Gideon Charles Gleeful (Li’l Gideon)) — десятилетний ребёнок, владелец «Шатра Телепатии». Давний соперник Стэнли. Гидеон является главным антагонистом первого сезона. Выглядит как милый и безобидный маленький ребёнок, чем успешно пользуется для достижения целей. Груб, жесток и коварен настолько, что держит в страхе собственную семью. Гидеон влюблён в Мэйбл и считает, что Стэн и Диппер являются препятствием для их отношений. Во время Странногеддона вместе с бандой заключённых выступает на стороне Шифра, но затем, переубеждённый Диппером, даёт отпор команде Билла. Символ в «колесе Билла» — пятиугольная звезда с глазом, похожим на символику «Шатра Телепатии». Озвучивает Туроп Ван Орман[англ.].
- Бад Глифул (англ. Bud Gleeful) — отец Гидеона. Владеет автосалоном, а также работает в Шатре Телепатии. Хитрый, но всё же мягкий и не агрессивный человек. Бад безволен и беспрекословно подчиняется своему сыну, изредка пытаясь возражать. Ранее входил в Общество Слепого Глаза.
- Карла Глифул (англ. Carla Gleeful) — мать Гидеона. Поседевшая и запуганная домохозяйка. Однако в эпизодах «Игра Блендина» и «Странногеддон. Часть 3: Вернём Гравити Фолз» её можно видеть улыбающейся.

### Семейство Валентино
- Роберт Стэйси Валентино (Робби, англ. Robert Stacey Valentino (Robbie)) — шестнадцатилетний прыщавый парень-эмо, представляющий собой стереотип типичного подростка. Играет в рок-группе «Робби Ви и Надгробия». С середины и до конца первого сезона встречался с Венди, со второго сезона встречается с Тэмбри, но только благодаря Мэйбл и Богу Любви. Символ в «колесе Билла» — заштопанное сердце. Свою фирменную толстовку с сердцем носит с седьмого класса. Озвучивает Ти Джей Миллер.
- Грег и Дженис Валентино (англ. Greg and Janice Valentino) — родители Робби. Владельцы похоронного бюро. Очень весёлые и жизнерадостные люди, любят гостей. И из-за этого Робби считает, что они слишком жизнерадостные для гробовщиков.

### Семейство Нортвест
- Пасифика Элизабет Нортвест (англ. Pacifica Elizabeth Northwest) — популярная девочка в Гравити Фолз, из богатой семьи. Потомок фальшивого основателя города, Натаниэля Нортвеста. Изначально Пасифика была грубой, гордой и высокомерной. События, произошедшие во втором сезоне, кардинально изменили её характер. Любимый цвет — ярко-розовый. Фамилия семьи — прямое указание на расположение Гравити Фолз (Pacific Northwest — тихоокеанский северо-запад, где расположен штат Орегон и городок Гравити Фолз). Символ в «колесе Билла» — лама. Озвучивает Джеки Баскурино.
- Престон Нортвест (англ. Preston Northwest) — отец Пасифики, прямой потомок поддельного основателя Гравити Фолз. Богатство и слава его семьи держится на происхождении и владении фабрики брызговиков. Является непререкаемым авторитетом для своей дочери. В начале Странногеддона был изуродован Биллом Шифром. В конце мультсериала разоряется и теряет почти всё, включая своё поместье, перешедшее в собственность Фиддлфорда Макгакетта. Озвучивает Нейтан Филлион.
- Присцилла Нортвест (англ. Priscilla Northwest) — мать Пасифики. Очень гордится своей красотой и статусом в обществе. По словам Алекса Хирша в специальном выпуске «Gravity Falls: Between Pines», Присцилла познакомилась с Престоном во время конкурса красоты «Мисс Брызговик 1985 года», в котором и победила. Озвучивает Кэри Уолгрен.
- Натаниэль Нортвест (англ. Nathaniel Northwest) — предок Престона и Пасифики, ложный основатель Гравити Фолз. На самом деле был «идиотом, убиравшим навоз». Правительство США фальсифицировало историю об основании города, чтобы скрыть правду о существовании «самого глупого президента в истории» и истинного основателя — Квентина Трембли.
- Миссис Нортвест (англ. Mrs. Northwest) — умершая жена Натаниэля Нортвеста. Её можно увидеть в воспоминаниях призрака лесоруба в серии «Тайна поместья Нортвестов».

### Семейство Чиу
- Кэнди Чиу (англ. Candy Chiu) — лучшая подруга Мэйбл и Гренды. Кореянка. Носит очки. В течение непродолжительного времени ей нравился Диппер. Умеет играть на синтезаторе. Озвучивает Ники Янг.
- Мистер и миссис Чиу (англ. Mr. and Mrs. Chiu) — родители Кэнди. Они заботятся о музыкальном образовании дочери, хотя мысль о музыкальном лагере наводит на неё ужас.

### Семейство Макгаккетов
- Фиддлфорд Гэдрон МакГаккет (Старик МакГаккет, англ. Fiddleford Hadron McGucket (Old Man McGucket)) — местный чудак и изобретатель. Жил на свалке. Когда-то в молодости дружил со Стэнфордом Пайнсом и помог построить портал в другие миры. Основал Общество Слепого Глаза, чтобы забыть об инциденте с порталом и позже сошёл с ума (на 618 дне использования). До этого жил в гараже родителей, играл на банджо и работал в собственной компании по продаже персональных компьютеров. После Странногедона к Фиддлфорду вернулся рассудок, и он купил поместье Нортвест на деньги, полученные от продажи изобретений правительству США. В частности, Макгаккету принадлежат такие изобретения, как ноутбук для сторонней слежки за активацией вселенского портала, стиратель памяти, различные роботы (например, робот-живогрыз), эликсир для изменения голоса, хижинотрон и другие. Во время сумасшествия женился на самке енота. Символ в «колесе Билла» — очки. Озвучивает Алекс Хирш.
- Тэйт Макгаккет (англ. Tate McGucket) — сын Старика Макгаккета. Работает на лодочной станции у озера. Не хочет общаться со своим отцом. Похоже, он кое-что знает об аномалиях Гравити Фолз. После основных событий сериала отца и сына можно увидеть плавающими вместе в бассейне.
- Миссис Макгаккет (англ. Mrs. McGucket) — бывшая жена Макгаккета. Ушла от него за несколько лет до описываемых в мультсериале событий.

### Семейство Кьютбайкеров
- Тайлер Кьютбайкер (англ. Tyler Cutebiker) — мужчина средних лет. Любит подбадривать драчунов (коронная фраза — «Бей его!»). С четырнадцатой серии второго сезона является мэром Гравити Фолз. Озвучивает Уилл Форте.
- Миссис Кьютбайкер (англ. Ms. Cutebiker) — не названная по имени мать Тайлера, которую можно увидеть в воспоминаниях Стэнфорда и Стэнли в серии «Повесть о двух Стэнах».

### Семейство Месс
- Грэди Месс (англ. Grady Mecc) — первопроходец из 1863 года, один из первых жителей Гравити Фолз. Глава многодетного семейства.
- Фертилия Месс (англ. Fertilia Mecc) — жена Грэди Месса, мать.

### Другие жители Гравити Фолз
- Гренда (англ. Grenda) — лучшая подруга Кэнди и Мэйбл. Большая, очень сильная и полная девочка с грубым мужским голосом. Помешана на мальчиках. Любит шоу Уткатива так же сильно, как и ненавидит миллиметровую бумагу. Любимый цвет — бежевый. С эпизода «Тайна поместья Нортвестов» тесно общается с бароном Мариусом. Озвучивает Карл Фаруоло.
- Тэмбри (англ. Tambry) — подруга Венди, эмо. Является членом компании друзей-подростков. Почти никогда не расстаётся с телефоном. Раздражается, когда её называют Тэмберс. Благодаря Мэйбл и Богу Любви, встречается с Робби, раннее нравилась Нейту. Озвучивают Джессика Ди Чикко.
- Томпсон (англ. Thompson) — полный парень из компании друзей Венди. Над ним часто подшучивают, но он выносит это, чтобы оставаться с приятелями.
- Нейт (англ. Nate) — смуглый подросток из компании Венди и Ли. Любит посмеяться над неудачами людей и влюблёнными. Ранее ему нравилась Тэмбри.
- Ли (англ. Lee) — подросток, приятель Венди и Нейта. Худой блондин. Любит посмеяться над неудачами людей и влюблёнными.
- Горни (англ. Gorney) — маленький мальчик, житель Гравити Фолз. Жизнерадостный и дружелюбный ребёнок, очень легко воспринимает странности. В своём дебюте гордится что был съеден Летоуинским ловкачом и спасённый Зусом.
- Билли (англ. Billy) — маленький мальчик, житель Гравити Фолз. Очень любопытен.
- Шмиппер и Шмэйбл (англ. Shmipper and Smabble) — дети-близнецы, жители города. Во многом идентичны Дипперу и Мэйбл, но только младше. Любят играть и веселиться.
- Чарли (англ. Charlie) — мальчик, обычный житель Гравити Фолз. Очень привязан к матери, в момент опасности прижимается к ней (как показано в эпизоде «Бог Любви»).
- Гейб Бэнсен (англ. Gabe Bensen) — красивый мальчик — кукловод. Одержим куклами настолько, что часто разговаривает с ними и иногда целует. Последний парень Мэйбл. Также он очень сильно нравился Кэнди. Озвучивает Джорма Таккон.
- Джеффи Фреш, Байрон и Рози (англ. Jeffеу Frash, Byrone, and Rosie) — группа подростков, живших в 1980—1990 годах в Гравити Фолз. Благодаря им появились Летоуинский ловкач и призраки Ма и Па. Любят танцевать под рэп и презирают стариков. В игре «PinesQuest» на городском кладбище можно найти могильную плиту, гласящую о том, что «Джефф, Байрон и Рози перешли дорогу ловкачу», из чего следует, что они были убиты Летоуинским ловкачом.
- Сьюзан «Ленивая Сьюзан» Вентворт (англ. Susan “Lazy Susan” Wentworth) — полная пожилая официантка из закусочной «Обед Жирнушки». У неё закрыт левый глаз из-за травмы, нанесённой Стэнли Пайнсом. Сам Стэнли к ней неравнодушен. Озвучивает Дженнифер Кулидж.
- Тоби Решительный/Великолепный Ти (англ. Toby Determined/Magnificent T) — бывший журналист и редактор местной газеты «Сплетник Гравити Фолз» («англ. Gravity Falls Gossipper»). Очень некрасив и непопулярен, но хочет быть в центре внимания. Ранее состоял в Обществе Слепого Глаза. Его имя — каламбур на неопределённое, «жёлтая пресса». Тайно влюблён в Шандру Хименез. Поменял имидж во время Странногедона, оставив журналистику, и стал основателем игры «Смертбол» под псевдонимом «Великолепный Ти». Озвучивает Грегг Теркингтон.
- Дэрил Блабс (англ. Daryl Blubs) — городской шериф, низкий и толстый афроамериканец. Делает всё, чтобы отлынивать от работы. Лучший друг и напарник Эдвина Дурланда. Кроме того, он вместе с Дурландом снимается в телесериале о подростках, транслируемое на городском телевидении. Озвучивает Кевин Майкл Ричардсон.
- Эдвин Дурланд (англ. Edwin Durland) — высокий и худой помощник шерифа Блабса. Является лучшим другом своего шефа и во всём разделяет его интересы. Не умеет читать и очень глуп. До 13 июля 2002 года работал в «Хижине Чудес», пока туда не попал Зус. В конце мультсериала научился ставить свою подпись. По словам Алекса Хирша, Дурланд настолько глуп, что никогда не догадается, что у него есть имя. Озвучивает Кит Фергюсон.
- Спротт (англ. Sprott) — фермер, владелец маленького домашнего зоопарка. Именно на его ферме вырос поросёнок Пухля. Ранее состоял в Обществе Слепого Глаза. Боится ведьм.
- Тэтс (англ. Tats) — чернокожий громила, работник бара «Перелом черепа». Злится, когда его разыгрывают по телефону. Ранее состоял в Обществе Слепого Глаза. Обладатель татуировок, означающих часть тела, на которую они нанесены, например, «голова» (англ. head), «шея» (англ. neck), «подбородок» (англ. chin). Озвучивает Кевин Майкл Ричардсон.
- Батс (англ. Bats) — байкер, частый клиент «Перелома черепа». Несмотря на грубый вид, у него мягкая душа.
- Шандра Хименез (англ. Shandra Jimenez) — местная красивая корреспондентка, в которую тайно влюблён Тоби Решительный. Её коронная фраза: «Шандра Хименез, настоящий репортёр».
- Юстас «Хакабон» Бифаффтлфамптер (англ. Eustace “Huckabone” Befufftlefumpter) — 102-летний мэр Гравити Фолз. Скончался в начале четырнадцатой серии второго сезона. Некоторое время воспитывался медведицей. Во время его руководства была поставлена водонапорная башня. Возможно, причастен к развязыванию Первой мировой войны. Его коронная фраза: «А, это Смерть! А я всё жду, когда ты придёшь за мной». Озвучивает Алекс Хирш.
- Мистер Крутой (англ. Mr. Poolcheck) — спасатель в бассейне города. Вместе с атлетическим телосложением обладает неустойчивой психикой, помешан на порядке на территории бассейна. Имеет протез вместо кисти правой руки.
- «Слепой» Глазго Векслер (англ. “Blind” Ivan Wexler) — лидер Общества Слепого Глаза после Старика МакГаккета. Имеет татуировки на голове. После событий седьмой серии второго сезона его память была стёрта, и теперь он странствующий банджо-менестрель по имени Пупсик-Дупсик Грозный Волосатик (имя придумала Мэйбл).
- Поп-Поп (англ. Pop-Pop) — дедушка Шмиппера и Шмэйбл. Очень любит своих внуков.
- Мередит (англ. Meredith) — пожилая старушка. Влюбилась в темнокожего пожилого мужчину с помощью зелья Бога Любви.
- Гарри Глинка (англ. Harry Claymore) — мультипликатор в сфере пластилиновой анимации. Жил отшельником, чтобы сдерживать оживших им самим пластилиновых монстров от встреч с людьми. Конец этому был положен Диппером, Мэйбл и их друзьями.
- Жан-Люк (англ. Jean-Luc) — официант из ресторана, где провели первое свидание Малыш Гидеон и Мэйбл.
- Сергей (англ. Sergei) — тренер Пасифики по мини-гольфу. Олимпийский чемпион. Разговаривает с ярко выраженным акцентом.
- Дьюс (англ. Deuce) — сотрудник Шатра Телепатии, идентичен Зусу. Появляется один раз после фразы Диппера: «У них даже есть свой Зус!».
- Эммит и Д’Шоун (англ. Emmet and D’Shawn) — сотрудники фермы Спротта. Попытались помешать похищению коровы Октавии.
- Тэд Стрэнж (англ. Tad Strange, в русском дубляже его имя — Слегок Того) — молодой интеллигентный человек. По мнению Зуса, самый нормальный житель города. Любит хлеб. Озвучивает Сэсил Болдвин.
- Гэри (англ. Gary) — сотрудник пиццерии «Весёлый переполох у старой совы». Гордится своей молодостью и аниматроником Барсуком Вилли. Озвучивает Пол Шир.
- Хэнк (англ. Hank) — персонаж заднего плана, вместе с тем первый показанный в мультсериале. Имеет жену и сына. Озвучивает Фрэд Таташьёри.
- Сью (англ. Sue) — молодая сотрудница Исторического музея Гравити Фолз. Озвучивает Тара Стронг.
- Стив (англ. Steve) — простой механик в Гравити Фолз, однако в День Первопроходцев так крепко вжился в роль, что забыл, кем является.
- Рэджинальд и Розанна (англ. Reginald and Rosanna) — молодые люди, состоящие в тёплых отношениях. Их почти всегда можно увидеть вместе. Рэджинальд также пытался сделать ей предложение, пока не появился Стэн с неуместным анекдотом о браке. Розанна же скрывает, что ей нравится группа «Пару Раз». Их озвучивают Уилл Фредди и Грей Делайл.
- Сэр Лорд Сквайр Квентин Трембли III (англ. Sir Lord Squier Quentin Trembley III) — «вычеркнутый» из истории США «восьмой-с-половиной» президент, а также основатель Гравити Фолз. Правил в 1837 году около месяца, но исчез, не подписав указ о своей отставке. Был женат три раза. После приключений в поезде подарил Дипперу «ключ президента» и купюру в −12 долларов, а Мэйбл назначил конгрессменом. Алекс Хирш говорит, что Трэмбли вернётся тогда, когда страна будет в нём сильно нуждаться. Любимый персонаж Хирша в озвучивании. Озвучивает Алекс Хирш.

### Животные
- Пухля (англ. Waddles) — ручной поросёнок Мэйбл, которого она просто обожает. Девочка выиграла его в девятой серии первого сезона и считает этот момент одним из лучших в своей жизни. В одной из серий Пухля поменялся телами с Зусом, а в другой был похищен птеродактилем. «Муж» Гомперса. Озвучивает Ди Брэдли Бейкер, «умного Пухлю» озвучил астрофизик Нил Деграсс Тайсон[3].
- Гомперс (англ. Gompers) — козёл, живущий у Хижины Чудес. Иногда ест, что попало. На начало Странногеддона из-за Волны Безумия увеличился до гигантских размеров. «Жена» Пухли. Ему 10 лет.
- Октавия (англ. Octavia) — восьминогая корова-мутант, которая стала такой из-за радиоактивных выбросов с фабрики брызговиков Нортвестов. Также обладает лазерным взглядом и мощным, как у хамелеона, языком, что изменило её из травоядной во всеядную. Живёт в лесу.
- Уткатив (англ. Duck-tective) — актёр-селезень, который снимается в одноимённом телешоу. На голове носит головной убор известного английского сыщика. Его крякание «переводится» через английские субтитры, которые ни разу не давали логического объяснения, как люди его «понимают». Его сериал любят многие жители Гравити Фолз, в том числе Диппер, Мэйбл, Зус, дядя Стэн и Гренда.
- Щекастик — хомяк Малыша Гидеона. В одной из серий должен был охранять уменьшенных Диппера и Мэйбл, но оказался слишком глуп для этой задачи.
- Собака Нортвестов — питомец семьи. Появляется в сериях «Сокровище вкратце» и «Советы Мэйбл об искусстве».
- Клара (англ. Clara) — корова с фермы Спротта. Когда из-за Диппера сарай провалился в летающую тарелку, Спротт спросил её, не съедала ли она ферму.
- Попугай Гидеона — красная ара, которую Малыш Гидеон научил говорить фразу: «Мэйбл, ты пойдёшь с Гидеоном на бальную вечеринку в четверг».
- Дональд, Сэнди и Мистер Царапка (англ. Donald, Sandy and Mr. Cat Head) — кошки Ленивой Сьюзан. Она передавала от них «привет» Стэнли по телефону.
- Джамбо (англ. Jumbo) — слон из эпизода «Советы Мэйбл об искусстве». Не очень хорошо рисует.
- Игуана — питомец Гренды, которого та иногда носит на плече.
- Змеерсук — романтическая пара из змеи и барсука, скреплённых любовными чарами Бога Любви в серии «Бог Любви».
- Совы — распространённые ночные птицы в окрестностях Гравити Фолз. Их образ запечатлён в предметах быта, а в «Журнале аномалий Диппера: Тату Стэна» можно найти газетную статью о тайном обществе поклонения сов (отсылка к действительно существующему сообществу «Богемская Роща»). Мэйбл пыталась свести живую сову с деревянной. В эпизоде «Последний Мэйблорог» гном-шериф упоминает, что местный судья — это лишь наряженная сова.
- Белки — обычные жители леса в округе Гравити Фолз. Три раза была показана их гибель от несчастных случаев: самовозгорание, обморожение и поедание ожившим почтовым ящиком. Мэйбл на вред себе пыталась свести белок вместе, а в конце эпизода «Советы Мэйбл о свиданиях» отбивалась от них плюшевым носорогом. Гномы любят принимать ванны, в которых вместо воды сидят белки.
- Медведь — этого зверя Стэн хотел научить водить машину в серии «Бездна!» в рассказе Мэйбл «Зубы правды».
- Шимпанзе-официант — пушистый работник в поместье Нортвестов, которые хотели подарить его старому мэру. Иногда ворует.
- Дятел — на этой птице женился безымянный чудак в восьмой серии первого сезона. Во время Странногеддона подверглась окаменению и таким образом защитила своего мужа.
- Крокодил — один из «питомцев» Старика Макгаккета.
- Куры — одни из «питомцев» Старика Макгаккета, над которыми он хохотал в серии «Бездна!».
- Енотиха — самка енота, на которой «женат» Старик Макгаккет.
- Мопсы — этой породой собак незаконно торговал Стэн. Он вновь занимается этим в серии «Последний Мэйблрог», а в «Придорожном аттракционе» можно увидеть одного мопса.
- Овцы — жители фермы Спротта и его домашнего зоопарка. Очень нравятся Мэйбл.
- Мультимедведь — медведь с несколькими головами, животное, которое Диппер должен был убить, чтобы стать «мужиком». Любит ту же музыку, что и Диппер, участвует в защите Гравити Фолз в финальных сериях.

## Персонажи вне города

### Жители будущего
- Блендин Бленджамин Блэндин (англ. Blendin Blenjamin Blandin) — лысый и нервный путешественник во времени из 207̃012 года (произносится как «двести семьосемь тысяч двенадцатого года»). Его задача — ликвидировать временные аномалии, которые возникают во временном потоке. Именно его можно увидеть в трёх первых сериях, мельком появляющемся справа в кадре. Из-за Диппера и Мэйбл был арестован и отправлен в тюрьму Безвременья, затем попытался сбежать и вызвал близнецов на бой в Глобнаре. Проиграл, но был помилован ими и восстановлен в должности. Стал пешкой Билла Шифра, чтобы добыть капсулу с расколом — побочным продуктом межпространственного портала. Единственный во временном патруле, кто выжил после демолекуляризации, нанесённой Биллом. В третьем Дневнике указано его зашифрованное послание Дипперу и Мэйбл, в котором он рассказал, что пошёл на сделку с Биллом Шифром из-за своего слабого характера и желания насолить Дитю Времени, которое унижало Блендина. Его дальнейшая судьба сложилась так, что во время Странногеддона он попал в 1885 год и остался там жить, чтобы спрятаться от анти-парадоксного временного спецназа. Озвучивает Джастин Ройланд.
- Лолф и Дангрен (англ. Lolph and Dundgren) — бойцы из анти-парадоксного временного спецназа. Их имена — каламбур на актёра Дольфа Лундгрена. Их личности и внешность имеют сходство с героем фильма «Универсальный солдат». Известно, что у Дангрена есть семья, а Лолф в глубине души очень сентиментален.

### Агенты ФБР
- Агент Пауэрс (англ. Agent Powers) — агент ФБР, который следит за Пайнсами с первой по одиннадцатую серии второго сезона. О себе он говорит, что обладает редкой болезнью — физическая неспособность понимать юмор. Затем его память была стёрта, и он вернулся в Вашингтон. Озвучивает Ник Офферман.
- Агент Триггер (англ. Agent Trigger) — второй агент ФБР, напарник агента Пауэрса. О нём Пауэрс говорит, что тот имеет женственный характер. Он хоть и моложе Пауэрса, но далеко не новичок в своей работе, что подтверждают его слова: «Я видел это раньше…». Тоже подвергся стиранию памяти. Слово «Trigger» означает «спусковой крючок». Озвучивает Брэд Абрелл.

### Актёры и персонажи фильмов
- Чедли (англ. Chadley) — герой фильма «Уже почти мертвы, но не совсем!». Блондин. Очень высокомерный. Несмотря на усилия, его лицо было съедено ордой зомби. Имя актёра неизвестно.
- Триксандра (англ. Trixandra) — героиня фильма «Уже почти мертвы, но не совсем!». Имеет светлые волосы, но немного темнее, чем у Чедли. Очень высокомерная. Имя актрисы неизвестно.
- Стёрли Стэмблбёрджес (англ. Sturly Stembleburgiss) — белокурая актриса, играет Графиню в старом чёрно-белом фильме от студии «Pepi» — «Выбор графини».
- Грэмптон Сент. Рамптелграббл (англ. Grampton St. Rumpterfrabble) — немолодой актёр, играл роль рулевого Саунтерблаггета Хэмптерфаппиншира (англ. Saunterblugget Hampterfuppinshire) в чёрно-белом фильме «Выбор Графини».

### Прочие
- Мелоди (англ. Melody) — девушка Зуса с пятой серии второго сезона. Продавщица мяса. Во многом разделяет интересы Зуса. Родом из Портланда. После финальной серии начала работать в «Хижине Чудес» вместе с Зусом.
- Эргман Заразин (англ. Ergman Bratsman) — продюсер группы «Пару Раз». Жадный и жестокий человек, держал певцов как животных. Был арестован за отсутствие номера на автомобиле. Озвучивает Кен Кэмпбелл.
- Эмма Сью (англ. Emma Sue) — девочка, с которой Диппер познакомился в Доме Вверх-Дном. После короткого общения поторопилась в Канаду, чтобы её мать безопасно приняла роды. Позже пересекается с Диппером на свидании с Кэнди и уходит разочарованной.
- Карла «Шортики» Маккоркл (англ. Carla “Hotpants” McCorkle) — девушка Стэна в молодости, с которой начал встречаться, когда спас от грабителя. Но затем она бросила его ради жизни хиппи и сменила шорты на брюки-клёш.
- Даг (англ. Doug) — участник телешоу «Колесо денег», слабый конкурент Стэна.
- Рич (англ. Rich) — ведущий шоу «Колесо денег». Его полное имя — Ричард, а также может быть каламбуром на слово rich — «богатый».
- Бобби Рензобби (англ. Bobby Renzobbi) — мужчина средних лет с залысиной, продавец и актёр. Продаёт довольно странные вещи. Его образ пародирует Билли Мэйса. Озвучивает Джастин Ройланд.
- Барон Мариус фон Фундшаузер (англ. Marius von Fundshauser) — юный наследный барон из Австрии. Очень красив. Говорит с немецким акцентом. Ему нравится Гренда и он крепко поддерживает с ней общение. Озвучивает Мэтт Чапман.
- Бабуля Сладкина (англ. Granny Sweetkin) — хозяйка туристической ловушки с самым большим клубком пряжи в Орегоне. Одна из конкурентов Стэна. По его словам, она дважды поджигала его машину.
- Мэрилин (англ. Marilyn) — женщина, на которой был женат Стэн в течение шести часов.
- Беатрис (англ. Beatrice) — одна из девушек Стэна. Рассталась с ним из-за его хамства.

## Существа

### Окрестности Гравити Фолз
- Гномы — маленькие бородатые человечки, живут в разных местах леса. Отличаются красными колпаками. Их цель — найти новую королеву среди людей. Способны образовывать гуманоидов разных размеров (в зависимости от количества участников). Несколько гномов укрылись в Хижине во время Странногеддона. У них не было никаких известных слабостей, пока Диппер и Мэйбл не открыли, что они уязвимы перед садовым пылесосом и громким свистом. Озвучивает Алекс Хирш.
  - Джефф — молодой безусый гном, обладающий качествами лидера. «Голова» Нормана и верхушка колпака «великана».
  - Карсон — гном, «правая рука» Нормана.
  - Стив — гном, «левая рука» Нормана. Показал, что гномы изрыгают в качестве рвоты радугу.
  - Джейсон — гном, «правая нога» Нормана.
  - Шмебьюлок — косоглазый гном, «левая нога» Нормана. Умеет говорить только одно слово, которое и есть его имя.
  - Шмебьюлок-старший — отец Шмебьюлока. С него Стэнфорд сделал рисунок в Дневнике #3 вместе со статьёй. В пятнадцатой серии второго сезона можно увидеть его могилу.
  - Бармен — работник таверны гномов. Носит щетину вместо бороды.
  - Официантка — первая показанная женщина-гном, работница таверны гномов.
  - Контрабандист — мрачноватый гном с хриплым голосом. Помогает Венди, Гренде и Кэнди за умеренную плату — банку с пойманными бабочками. Был ими сдан полиции.
  - Шериф — нечистый на руку начальник гномовской полиции.
- Зомби — опасные твари, которых можно призвать заклинанием. Из описания в Дневнике № 3 можно узнать, что зомби часто путают с подростками, а их головы взрываются от правильного трезвучия.
- Живогрыз — гигантский озёрный ящер, аналогия Лох-Несского чудовища. Живёт неподалёку от острова Задавалы. Также существует его робо-копия, созданная Стариком Макгаккетом. В сериале живой монстр появился в конце 2 серии 1 сезона, и упоминался Макгаккетом.
- Восковые фигуры — оживающие по ночам проклятые манекены известных существовавших и вымышленных личностей (Шерлок Холмс, Робин Гуд, Чингисхан, Уильям Шекспир, Джон Ву, Ларри Кинг и другие). Хотели отомстить Стэну за то, что забыл их на многие годы.
- Призраки — духи погибших людей. В Дневнике № 3 они делятся на десять категорий, на каждого есть своё средство борьбы.
  - Призраки Ма и Па Декстертоны (англ. Ma and Pa Dextertones) — ранее были пожилой четой и владельцами продуктового магазина. Ненавидели подростков и после смерти от инфаркта стремятся отомстить им, причиняя боль и страдания. Дипперу удалось успокоить их на некоторое время.
  - Хипстер Сна (англ. Dream Hipster) — призрак девятой категории. Аллюзия на Фредди Крюгера, только вместо смертоносных ножей — столовые приборы. О нём написано в Дневнике #3.
  - Арчибальд Кордрой/Призрак лесоруба — ещё при жизни — 150 лет назад был строителем поместья Нортвестов, которые обманули их, что ежегодно будет проводиться бал для всех жителей города. Погиб в оползне от своего топора. Через полтора века восстал и почти превратил всех находящихся в усадьбе в деревья, пока Пасифика не выполнила клятву предков, и тот успокоился. Говорит стихами. В гостиной Кордроев есть его портрет, написанный при жизни, с подписью «Арчибальд Кордрой». Отсюда следует, что он является предком Отважного Дэна и Венди. Озвучивает Кевин Майкл Ричардсон.
- Мужикотавры — раса крупных существ, похожая на минотавров и живущая в горах. Обладают внушительным ростом, мышечной массой и уникальной способностью обонянием чувствовать настроение человека. Гордятся своей мужественностью и презирают слабых. Как и у гномов, у них присутствует каннибализм. Их главный враг — Мульти-медведь. Достаточно глупы и полагаются на физическую силу.
  - Вождерор — предводитель племени, самый высокий и самый сильный.
  - Агрормен — первый мужикотавр, которого повстречал Диппер. Помогал главному герою стать настоящим мужиком. Появляется в эпизоде «Странногеддон. Часть 1» — во второй части его можно увидеть среди выживших в Хижине Чудес. Принял активное участие в битве с демонами. Его можно увидеть среди существ, машущих лапами на прощание Дипперу и Мэйбл в последней серии.
  - Бородатый — мужикотавр, чьё имя сразу угадал Диппер.
- Мульти-медведь — выглядит как медведь с несколькими головами. Говорить умеет только одна голова (по непонятной причине нелюбимой головой является четвёртая). Враг мужикотавров, потому что они не разделяют с ним интереса к группе «BABBA» (пародия на шведскую группу «ABBA»). Во время событий Странногеддона вместе с мужикотавром Агрорменом укрылся в Хижине Чудес. В оригинале его озвучил Альфред Молина.
- Клоны Диппера — двойники главного героя, созданные им для операции по приглашению Венди на танец в седьмой серии первого сезона. Растаяли от воды.
  - Тайрон — первый официальный клон Диппера, на кепке вместо сосны носит написанное маркером число «2». В отличие от остальных, выжил после схватки, и, узрев провал операции, помирился с Дипером. Позже погиб, когда выпил немного газировки (вероятно, забыл о том, что он растворяется в воде), его последними словами была просьба Диперу «не вести себя как размазня». При жизни обладал способностью видеть особо сильно наделённые эмоциями мысли Дипера.
  - Клоны № 3 и № 4 — двойники, созданные для угона велосипеда Робби. Как показано в титрах последней серии второго сезона, они живут в лесу, стараются не промокнуть, и до сих пор испытывают чувства к Венди.
  - Замятыш — неудачный двойник, потому что бумага смялась во время процесса копирования. Разговаривает невнятно. Его последняя фраза в переводе: «Так даже лучше! (It’s even better this way!)». Фигурирует в криптограмме в конце серии.
- Рамбл Макскёрмиш — игровой персонаж, оживлённый Диппером при помощи чит-кода. Рамбл думал, что Робби убил отца Диппера. Был дважды убит: сначала Диппером, а после его уничтожила Гиффани. Возвращается в эпизоде «Странногеддон. Часть 1» и помогает победить Билла, после победы над которым исчезает.
- Проклятые красные египетские термиты — насекомые, которых пытался использовать Малыш Гидеон для уничтожения Хижины Чудес. Очень агрессивны.
- Летоуинский ловкач — существо, появляющееся в праздник Летоуин. Летоуин — ежегодный праздник, который празднуется только в Гравити Фолз 22 июня. Он отмечается, потому что жители Гравити Фолз любят Хэллоуин и празднуют его два раза в год. Они используют арбузные фонари вместо светильников Джека и одеваются в костюмы, чтобы колядовать. Когда Летоуин кончается, все светильники тушатся. Летоуинский ловкач ест тех, у кого нет духа праздника. Состоит из невкусных конфет. Был заживо съеден Зусом, который сделал ему перед этим комплимент, сказав, что он вкусный. Является отсылкой к Безликому из японского аниме-мультфильма «Унесённые призраками».
- Старый автомат пин-бол — объект в зале игровых автоматов из истории Зуса, обладающий интеллектом и способностью затягивать в себя людей. Требует от них честной игры.
- Гремоблин — гибрид гремлина и гоблина, одно из опаснейших созданий. В его глазах можно увидеть свой худший кошмар, если пристально посмотреть туда. От воды становится больше и опасней
- Русалдо (англ. Mermando) — мальчик-русал, с которым Мэйбл состояла в романтических отношениях. Жил в публичном бассейне Гравити Фолз, куда попал не по своей воле, но был возвращён обратно в озеро близнецами. Позже присылал Мэйбл письма. В серии «Общество Слепого Глаза» писал, что их отношения прекращены из-за его политического брака с королевой ламантинов, который должен прервать военный конфликт между русалками и ламантинами.
- Пару Раз (англ. Sev'ral Timez) — бойз-бэнд, приехавший на гастроли в Гравити Фолз. На самом деле всех участников группы создали искусственным путём в капсулах и держали как хомячков. Были освобождены из клетки Мэйбл и её подругами, но не знали, как нужно жить вне клетки. На данный момент живут в лесу неподалёку от Хижины Чудес. Помогали победить Билла во время Странногедона. Является пародией на британскую группу One Direction. Интересно, что название группы появляется в мультсериале «Звёздная принцесса и силы зла» (эпизод «Внутри палочки»).
- Лесные феи — волшебные создания, живут в лесу. В мультсериале случилось два убийства фей: первое учинено Зусом, второе — Стэном. В лесу также есть салон маникюра для них. Рвотной фее посвящена отдельная статья в Дневнике #3.
- Динозавры (англ. Dinosaurs) — доисторические рептилии, которые застряли в древесной смоле. Из-за аномальной жары одна из ловушек растаяла, и был освобождён птеранодон. Его детёныша уничтожил Макгаккет («Я проел дорогу через динозавра!»). Этот же динозавр появляется в эпизоде «Странногеддон. Часть 1». В последнем эпизоде уцелевшие жители города использовали тираннозавра для левой руки «Хижинотрона».
- Кабачок с человеческим лицом — растение, описанное в Дневнике #3.
- Нечто — существо, похожее на волосатого ребёнка. Любит есть конфеты и смотреть телевизор.
- Летающая голова-остров — существо, живущее в озере Гравити Фолз. Умеет парить. Обладает даром предвидения. Плотоядный, часто теряет зубы.
- Мужчина-левша — существо, всегда повёрнутое только в левую сторону. С правой стороны оказался космическим кораблём расы зелёных слизней.
- Прячущийся — существо, которого, по мнению Автора, никто не видел. С ним пересекался разве что Отважный Дэн. Если можно увидеть в серии «В бункер» трансформацию Шейп-Шифтера в Прячущегося, то можно понять, что изображение существа в Дневник #3 внёс Диппер. Является пародией на Слендермена.
- Леприрог (англ. Lepricorn) — существо, представляющее собой гибрид лепрекона и единорога. Его облик может свести с ума человека и едва не довести до суицида. Описан в Дневнике #3.
- Шейп-Шифтер (англ. Shape-Shifter, также Перевёртыш) — обозначенный, как эксперимент #210, одно из опаснейших существ, имеет способность изменять облик, регенерировать и частично предсказывать будущее. На данный момент заморожен. Озвучивает Алекс Хирш.
- Лилигольферы (англ. Lilliputtians) — раса маленьких человечков, живущих в комплексе мини-гольфа. На каждую населённую лунку — свой клан, который борется за звание лучшего.
  - Франц (англ. Franz) — лидер клана «голландцев», синекожий человечек. Его клан расположен в лунке в виде мельницы. В конце серии по своей воле покинул поле в надежде отомстить Пайнсам.
  - Капитан пиратов (англ. Pirates’s Capitan) — лидер клана «пиратов», краснолицый, с бородой и без ноги. Его клан расположен на корабле.
  - Большой Генри (англ. The Big Henry) — член клана «шахтёров», самый большой лилигольфер. Погиб от отравления метаном, когда выполнял свою работу. Криптограмма «Remember Big Genry» в конце эпизода переводится: «Помните Большого Генри». Его образ заимствован из персонажа народного фольклора Джона Генри. Озвучивает Кевин Майкл Ричардсон.
  - Полли (англ. Polly) — маленькая лилигольферка из клана «шахтёров». Лучший друг Большого Генри. Основана на героине народного фольклора Полли, лучшем друге Джона Генри.
- Гиффани (англ. GIFfany) — разумный игровой персонаж любовного симулятора «Академия романтики 7». Способна сильно и безумно влюбиться в игрока, что произошло, когда Зус запустил игру. Обладает электрокинезом, способна перемещаться в любую электротехнику и контролировать другие приборы. Тем не менее, Гиффани зависит от своего диска, который был уничтожен Зусом. Её имя — комбинация имени Тиффани и формата анимаций «GIF» Озвучивает Джессика Ди Чикко.
- Ручная ведьма (англ. Hand Witch) — старая одинокая колдунья, живёт на Ручной горе. Похищает человеческие руки, чтобы попытаться завести роман. Озвучивает Мэтт Чапман.
- Пластилиновые чудовища (англ. Plasticine monsters) — ожившие с помощью чёрной магии пластилиновые фигуры. Ненавидят компьютерную анимацию. Одного из них, циклопа, Мэйбл переделала в Звёздочку — персонажа детского мультфильма, показанного в том же рассказе под названием «Пластилиновый день». Пали в бою с Пайнсами.
- Гигантское око — огромный глаз, живущий в озере Гравити Фолз. Появляется во флешбеке в серии «Общество Слепого Глаза».
- Гигантские живые деревья — исполины, населяющие лес. Имеют по шесть пальцев на руках и ногах. Один из них уничтожил машину молодого Стэнфорда.
- Глазыши — небольшие твари в виде глаз с крыльями как у летучих мышей. Очень напугали Стэнфорда в годы исследования аномалий. Жители окрестностей лишь размерами отличаются от друзей Билла Шифра, превращающих живых существ в каменные статуи.
- Вероятник Пифагорус Децималдор 3.1415-й, также известный как Вероятник Мерзейший — волшебник и игровой злодей из настольной игры «Подземелья, Подземелья и ещё больше Подземелий», который был нечаянно оживлён Стэном с помощью бесконечно-гранника. Для усиления способностей ест мозги умных людей. Был побеждён Стэном и Мэйбл в игре и возвратился в измерение чистой математики. Озвучивает Странный Эл Янкович.
- Тролль — другой оживший игровой злодей из настольной игры. Вероятник дублировал из него двух клонов для охраны Диппера и Форда, а самого отправил сторожить «его владения». Был прибит креслом Гренды.
- Эльф — красивый, «горячий» персонаж настольной игры. Его образ основан на Леголасе из «Властелина колец».
- Грифон — мифическое создание, персонаж настольной игры «Подземелья, Подземелья и ещё больше подземелий». Единственный, кроме тролля, кто остался в Гравити Фолз после победы Стэна и Мэйбл в игре. Живёт в лесу, похищает людей.
- Единороги — мифические животные, живущие в спрятанной поляне. О них написано в Дневнике #1. За красивой внешностью скрывается нахальность и высокомерие. Их рога светятся как коммуникаторы, указывают на радугу и следуют ритму под рейф.
  - Селестабелль-а-беттабелль — единорог женского пола, любит сочинять небылицы о своих способностях. Среди друзей просто СиБи. Возможно, её имя является отсылкой к персонажу «My Little Pony: Friendship is Magic» — Принцессе Селестии. Во время событий Странногеддона укрылась в Хижине. Озвучивает Сэм Марин.
  - Безымянные единороги — друзья Селестабелль-а-беттабелль. Их раздражают небылицы приятельницы.
- Сатир — мифическое существо, друг Селестабелль-а-беттабелль. Для поддержания гармонии в Стране единорогов играет на свирели.
- Инопланетяне — существа с другой планеты, много лет назад потерпевшие кораблекрушение на Земле. Возможно, катастрофа стала катализатором порождения аномальных явлений в Гравити Фолз.

### Мэйбллэнд
Мэйбллэнд (англ. Mabeland) — это мир иллюзий и фантазий Мэйбл, созданный ею в течение жизни, включая события в Гравити Фолз, и воплощённый в Пузыре Времени.
- Краз и Зайлер (англ. Craz and Xyler) — парни мечты Мэйбл. Краз имеет синие приподнятые волосы. Зайлер — блондин с загорелой кожей, ходит в белых шортах и бирюзовой майке. Они во многом мыслят одинаково, очень дружны и боготворят Мэйбл. Они были материализованы в Разуме Стэна Биллом Шифром, а затем убиты им. После воскрешения они помогали героям победить демона разума. У них несколько профессий: музыканты, врачи-реаниматоры и адвокаты, также имеют высшее образование по крутости и международному праву. Были единственными, кто не почернел и не озлобился против Пайнсов, а стали настоящими людьми. Однако после закрытия трещины в Царство Кошмаров они растворились в воздухе.
- Аошима (англ. Aoshima) — голубой дельфин с четырьмя головами, вытекающими из пастей глазастыми руками и стреляющими радугой. Впервые появился в пятой серии первого сезона как галлюцинация Мэйбл из-за «улыбашек». Его назвали в честь одного из режиссёров мультсериала — Джона Аошимы.
- Вкусные щенки — галлюцинации Мэйбл из пятой серии первого сезона. Один из них предупреждал Мэйбл, говоря задом наперёд: «Дядя не тот, кем кажется». По внешности похожи на Плуто, пса Микки Мауса.
- Рукастые вафли — существа, которых нарисовала Мэйбл в серии «Охотники за головами». В Мэйбллэнде работают охранниками башни Мэйбл и полицейскими. Вооружены ножами для резки сливочного масла. Боятся, когда на них покушаются с целью поедания, что было продемонстрировано Зусом.
- Звёздочка (англ. Star) — огромная жёлтая звезда в розовых панталонах и большими чёрными глазами. Дебютировала в шестой серии второго сезона. В Мейбллэнде работала регулировщицей движения.
- Диппи Фреш (англ. Dippy Fresh) — двойник Диппера, полная его противоположность: всегда поддерживает Мэйбл, катается на скейтборде и имеет большую популярность в Мэйбллэнде.
- Кис-Кис Мяу-Мяу Мурчёрныш (англ. Judge Kitty Kitty Meow Meow Face-Shwartstein) — большой розовый кот-судья в Мэйбллэнде. В жизни является рисунком на фиолетовом свитере Мэйбл из первой серии 1 сезона. В речи использует кошачьи междометия. Безответственно относится к своей работе, легко отвлекается на кошачьи игрушки, чем по поведению похож на шерифа Блабса. Он достаточно умён и знает всё о работе мира иллюзий, почему и пришёл в злость после того, как Мэйбл помирилась с Диппером.
- Мишка-пузырь (англ. Bubble Bear) — маленький Медведь с писклявым голосом и большими глазами. Носит фиолетовый костюм и цилиндр. Летает на пузыре-автомобиле.
- Пингвины — официанты на пляже Мэйбллэнда. Аллюзия на (уже не существующие) интернет-сообщество «Клуб пингвинов».
- Поющее дерево с плюшевыми зверями — весёлое и жизнерадостное существо, но только на первый взгляд.
- Щенок-баскетболист — живой рисунок со свитера Мейбл из восьмой серии первого сезона.
- Носорог — плюшевая игрушка фиолетового цвета в цилиндре и с бабочкой, друг Тигра. Впервые его можно увидеть в мини-эпизоде «Советы Мэйбл о свиданиях».
- Тигр — плюшевая игрушка, друг Бегемота.
- Зак (англ. Zach) — картонный мальчик, блондин, ходит в форме баскетболиста. Дебютировал в мини-эпизоде «Советы Мейбл о свиданиях», где он «предлагал встречаться» ведущей шоу — Мэйбл. В Мэйбллэнде он работает диджеем.
- Ананас в очках — обитатель Мэйбллэнда. Его едва не сбили кабриолетом Краз и Зайлер.
- Птицы-свитеры — по сути живые свитеры Мэйбл, которые она надевала на протяжении мультсериала. Ведут образ жизни птиц в Мэйбллэнде.

### Прочие
- Билл Шифр (англ. Bill Cipher) — могущественный демон разума из другого измерения, выглядящий как жёлтый треугольник с одним глазом и чёрными конечностями, в цилиндре и с галстуком-бабочкой, которому уже больше триллиона лет. Главный антагонист мультсериала, но по-настоящему проявляет себя только во втором сезоне. Его способности основаны на психологических манипуляциях. В официальной копии Дневника № 3 выясняется, что Билл раньше жил в двухмерном измерении, однако он ненавидел жить там, описывая его как «плоский мир с плоскими умами, у которых были плоские мечты». Тогда из-за огромной жажды силы он «освободил» свою вселенную, уничтожив там всё и всех, включая его родных и близких. Затем он попал в Царство кошмаров — межгалактическое пространство между измерениями. Из-за отсутствия в той вселенной правил и законов физики, она была обречена на самоуничтожение. Там Билл узнал о пророчестве, в котором сказано, что Билл сможет объединить Царство кошмаров со вселенной, в которой живут Пайнсы. Билл начал манипулировать бесчисленным количеством людей на протяжении эр. В итоге он приобрёл физическую форму, что сделало его более сильным и опасным, однако в последней серии был уничтожен Стэном и Фордом. Вероятно, он не погиб, а только переродился, так как перед гибелью произнёс имя Аксолотля задом наперёд (в книге «Гравити Фолз. Диппер, Мэйбл и сокровища Пиратов во времени» близнецы встретили в другом измерении Аксолотля, который предрёк перерождение Билла через покаяние от злодеяний). В сольной «Книге Билла» выясняется, что Билл заключил сделку с божественным существом по имени «Аксолотль» и был заперт в Терапризме, откуда он сможет сбежать, только приняв все свои ошибки (включая уничтожение своего родного измерения, которое называется Евклидией) и переродившись в низшее существо, но из-за своего нарциссизма и отказа признать свои ошибки Билл навсегда останется в Терапризме. Озвучивает Алекс Хирш.
- Дитя Времени — огромное разумное существо, в далёком будущем захватил Землю и установил свои порядки. Утвердил гладиаторские бои времени под названием «Глобнар», где можно выиграть Желание Времени. По поведению и образу жизни не отличается от младенца. Уничтожен Биллом Шифром, восстановится к 3012 году.
- Бог Любви — толстый эксцентричный бог; певец, приехавший на выступление для фестиваля Древосток. Его сила заключается в любовных зельях разных категорий, включая анти-любовное. Редко использует крылья из-за своего размера. Коронная фраза: «Бум! Есть пара!».
- Банда космических преступников — банда, состоящая из опасных демонов, которых собрал вместе Билл Шифр когда-то до возникновения нашего мира. Их цель — повреждать материи измерений и уничтожать миры.
  - Восьмёрка (англ. 8 Ball) — один из друзей Билла Шифра. Демон, похожий на гоблина, с бильярдными шарами с числом «8» вместо глаз и остатками цепей. Озвучивает Энди Миррелл.
  - Криптос (англ. Kryptos) — друг Билла Шифра, похож на металлический ромб из угольника и циркуля с одним глазом. Его облик также отсылается к иллюминатам.
  - Зубы (англ. Teeth) — друг Билла Шифра, выглядит как огромные зубные челюсти с ручками и ножками. Озвучивает Энди Миррелл.
  - Зантар (англ. Zanthar) — огромный демон, друг Билла Шифра. По внешности напоминает Кинг-Конга, по имени — Лорда Волан-де-Морта, антагониста серии книг о Гарри Поттере.
  - Замочник — демон, похожий на замочную скважину. Очень робкий. Настолько же любит ключи, насколько Стэн деньги.
  - Шестигран (англ. Hectorgon) — демон в виде шестиугольника с густыми усами и пухлыми губами. Был съеден Пироникой во время игры «Крути человечка», но затем возвращается в следующем эпизоде. Озвучивает Патрик Макхейл.
  - Аморф — член космической банды преступников, представляет собой развёрнутый кубик Рубика с глазами. Его официальный пол неизвестен.
  - Пироника (англ. Pyronica) — женоподобный розовый демон с гуманоидной внешностью. Имеет способности к пирокинезу и мощный выстрел языком, чтобы проглатывать добычу. Её имя — каламбур со словами «Вероника» и «пиро», что на греческом означает «огонь». Озвучивает Даниель Фишел.
  - Пустышка — тёмно-серый рогатый демон, похожий на младенца. На его лбу находится знак иллюминатов. Несмотря на то, что у него есть лицо, его рот расположен на туловище, которым он пользуется для речи и держания соски. Немного похож на Дитя Времени.
  - Монстр с восьмьюдесятью восьмью лицами — Его имя говорит за себя. Имеет крылья и нимб.
  - Неназванный демон — выглядит как лавовая лампа в шляпе-котелке.
- Гигантская голова — ещё одно существо из родного измерения Билла. Напоминает человеческую голову с рукой, которой пользуется для передвижения и хватания. Одержим голодом и желанием съесть кого-нибудь, но обычно пытается вежливо попросить жертву залезть к нему в рот. Озвучивает Алекс Хирш.
- Монстры из Царства Кошмаров — различные неразумные гигантские монстры, проникшие в Гравити Фолз в начале Странногедона.
  - Ктулхуподобное существо с тремя глазами и маленькими крыльями.
  - Одноглазое существо, основанное на концепт-арте пластилинового циклопа.
  - Гигантское ухо.
  - Летающий кашалот — его образ заимствован из фильма «Автостопом по галактике».
  - Живая ручная кисть с костью сверху.
- Люди-пауки — очень опасные существа, людоеды. Третьи в мультсериале, кто обладает способностью изменять облик. О них написано в брошюре про Гору Чудес.
  - Дарлин (англ. Darlene) — сотрудница туристического центра «Загадочная гора». Благодаря ей, каждый день появляются новые мумии. Единственный представитель людей-пауков, показанных в мультсериале. Озвучивает Челси Перетти.